# النظام الغذائي والصحة الفلبينية القديمة
يحدد النظام الغذائي القديم في الفلبين بنحو رئيسي عن طريق الطعام وإمكانية الوصول إليه، التي تتضمن الموقع، والجغرافيا، والمناخ وتتأثر الصحة القديمة باستهلاك الغذاء بصرف النظر عن العوامل الخارجية، مثل: الأمراض، والطاعون ولا يزال هنالك الكثير من الشكوك حول هذا النظام الغذائي القديم بسبب عدم وجود أدلة على غرار ما قالته عالمة الأنثروبولوجيا أماندا هنري بأن هنالك الكثير من الفترات الزمنية في تاريخ البشرية، ولكن لا توجد سوى نظريات للإجابة عن الأسئلة حول ما أكله الناس بالفعل في ذلك الوقت، في الآونة الأخيرة فقط اكتُشفت آثار في ما تبقى من هؤلاء الأشخاص.

## تحديد النظام الغذائي القديم

### الوجوه الشاحبة
- عُثر على هذه الوجوه خلال الحفريات الأثرية، وقد ساهمت في فهم الطعام والنظام الغذائي للأشخاص القدامى. وعلى الرغم من أن هذه الوجوه قد لا تبدو صحية، إلا أن مصطلح “الكوربليت المجفف” يُستخدم بوصفه مصطلحًا علميًا، وليس له رائحة مميزة. تتواجد كميات كبيرة من هذه الوجوه الشاحبة، لأن الجميع ينتجها والناس يفعلون ذلك في كل مكان. هذه الوجوه لا تحمل الحمض النووي (DNA) لكائن حي واحد فقط، بل تنقل المعلومات الجينية لكل ما يتغذى عليه. ساعدت دراسة “البالوفيك” في التخلص من الاعتقاد السائد بأن القدماء كانوا يتغذون فقط على نباتات العلف.[2]

### جير الأسنان
- وهي المادة الصلبة التي تبنى على أسنان الإنسان بعدما يتصلب طاعون الأسنان ونظرًا إلى أن الأسنان القديمة لا تزال تتمسك بقطع الطعام الصغيرة والبكتيريا، لذا فإن دراسة الجير تساعد على التعرف على ما أكلوا وعلى صحتهم الفردية ويستخدم الباحثون والعلماء الطرق الجزيئية والمجهر لفحص العينات.

## العناصر المؤثرة على النظام الغذائي

### الموقع الجغرافي
يُعد الموقع الجغرافي من أهم العوامل التي تلعب دورًا كبيرًا في تحديد ما يأكله الناس، حيث يؤثر على ما يمكنهم الحصول عليه. وباعتبار أن «الفلبين» عبارة عن أرخبيل محاط بالمسطحات المائية، فإن هذا يجعل المأكولات البحرية جزءًا أساسيًا من النظام الغذائي الفلبيني. كما أن هناك تنوعًا كبيرًا في الحيوانات البرية، مثل الجاموس (كاراباو) والخنازير، التي كانت تُستهلك بفضل تضاريس الفلبين. بالإضافة إلى ذلك، كان الغطاء النباتي والزراعة ممكنين بفضل التربة الاستوائية الغنية المتوفرة.

### المناخ/درجة الحرارة
على الرغم من الاختلافات الطفيفة في درجات الحرارة في الفلبين، إلا أنها تُحدث تأثيرات كبيرة. تتضمن هذه التأثيرات تنوع النباتات، واختلاف توزيع مناطق الغابات، وخصائص الخشب. كما تتضمن الاختلافات النباتية وجود النباتات الاستوائية التي تنمو عادة على ارتفاعات منخفضة، والنباتات التي تنمو غالبًا في خطوط العرض المتوسطة، مثل تلك الموجودة في باجيو.

### هطول الأمطار
تلعب كمية الأمطار وتوقيت سقوطها دورًا كبيرًا في تحديد نمط الغطاء النباتي، وغالبًا ما تحدد شكل المناظر الطبيعية والمساحات الموجودة. في الفلبين، يؤثر توفر المياه على نوعية المحاصيل المزروعة، مثل الأرز والذرة. كما تتأثر التربة الاستوائية بشكل كبير بالتغيرات في توفر الرطوبة.